# Poa pedersenii
Poa pedersenii är en gräsart som beskrevs av Elisa G. Nicora. Poa pedersenii ingår i släktet gröen, och familjen gräs. Inga underarter finns listade i Catalogue of Life.